# Рокамонфина (Казерта)
Рокамонфина (итал. Roccamonfina) је насеље у Италији у округу Казерта, региону Кампанија.
Према процени из 2011. у насељу је живело 2338 становника. Насеље се налази на надморској висини од 602 м.

## Становништво
| 1931. | 1936. | 1951. | 1961. | 1971. | 1981. | 1991. | 2001. | 2011. |
| ----- | ----- | ----- | ----- | ----- | ----- | ----- | ----- | ----- |
| 4.570 | 4.933 | 5.130 | 4.878 | 4.048 | 3.741 | 3.803 | 3.807 | 3.626 |